# Masashige Inoue
Masashige Inoue (井上 政重, Inoue Masashige; 1585 – 27 maart 1661) was een belangrijk politiek figuur in het Japan van de Edoperiode. Hij speelde een rol in de vervolging en uitroeiing van christenen in Japan en was een sleutelfiguur in de betrekkingen tussen de Tokugawa-regering en de VOC in Nagasaki.
Men veronderstelt dat Inoue snel is kunnen opklimmen op de sociale ladder als minnaar van Iemitsu Tokugawa. Hij was zeker een van de meest prominente homoseksuelen in de vroege geschiedenis van het moderne Japan. Een Zweedse medewerker van de VOC, Olof Eriksson Willman, schreef dat Inoue seks met hem wilde, maar dat hij - Willman - dit voorstel afwees.
Inoue verschijnt in zijn hoedanigheid van grootinquisiteur en gouverneur van Nagasaki als personage in het boek Stilte van de Japanse schrijver Shūsaku Endō en de hierop gebaseerde film Silence, geregisseerd door Martin Scorsese.